# 1998 год в боксе
1998 год в боксе.

## Любительская карьера

### Чемпионат Европы
| Весовая категория            | Золото                     | Серебро                    | Бронза                                                |
| ---------------------------- | -------------------------- | -------------------------- | ----------------------------------------------------- |
| Минимальный вес (— 48 кг)    | Сергей Казаков Россия      | Иван Стапович Литва        | Пал Лакатуш Венгрия Олег Кирюхин Украина              |
| Наилегчайший вес (— 51 кг)   | Владимир Сидоренко Украина | Ильфат Разяпов Россия      | Вахтанг Дарчинян Армения Рамази Габашвили Грузия      |
| Легчайший вес (— 54 кг)      | Сергей Данильченко Украина | Мариан Александру Румыния  | Раимкуль Малахбеков Россия Рейнар Вальштад Норвегия   |
| Полулёгкий вес (— 57 кг)     | Рамаз Палиани Грузия       | Артём Симонян Армения      | Саян Санчат Россия Янош Надь Венгрия                  |
| Лёгкий вес (— 60 кг)         | Кей Хусте Германия         | Коба Гоголадзе Грузия      | Тигран Узлян Греция Артур Геворкян Армения            |
| Полусредний вес (— 63.5 кг)  | Дорель Симеон Румыния      | Нурхан Сулейманоглу Турция | Дмитрий Павлюченко Россия Сергей Быковский Белоруссия |
| Первый средний вес (— 67 кг) | Олег Саитов (к) Россия     | Сергей Дзинзирук Украина   | Мариан Симеон Румыния Вадим Мезга Белоруссия          |
| Средний вес (- 71 кг)        | Фредерик Эсфири Франция    | Аслан Эркумент Турция      | Кристофер Бессей Англия Адриан Дьякону Румыния        |
| Второй средний вес (— 75 кг) | Жолт Эрдеи Венгрия         | Брайан Магей Ирландия      | Жан-Поль Менди Франция Дмитрий Стрельчинин Россия     |
| Полутяжёлый вес (— 81 кг)    | Александр Лебзяк Россия    | Кортни Фрай Англия         | Томаш Адамек Польша Клаудио Раско Румыния             |
| Первый тяжёлый вес (— 91 кг) | Джакоббе Фрагомени Италия  | Сергей Дычков Белоруссия   | Евгений Макаренко Россия Квамена Тюрксон Швеция       |
| Супертяжёлый вес (+ 91 кг)   | Алексей Лезин Россия       | Владимир Лазебник Украина  | Синан Шамиль Сам Турция Туфик Басиси Израиль          |

## Профессиональный бокс

### Тяжёлый вес
- 18 февраля  Херби Хайд защитил TKO1 титул чемпиона WBO против  Дэймона Рида
- 28 марта  Леннокс Льюис победил TKO5  Шэннона Бриггса, защитил титул IBF и «титул линейного чемпиона мира».
- 19 сентября  Эвандер Холифилд защитил UD титулы WBA и IBF в бою с  Воном Бином.
- 26 сентября  Леннокс Льюис победил UD  Желько Мавровича и защитил титул WBC.
- 26 сентября  Херби Хайд защитил TKO2 титул чемпиона WBO против  Уилли Фишера.

### Первый тяжёлый вес
- 21 февраля  Хуан Карлос Гомес победил UD  Марсело Фабиана Домингеса, и стал новым чемпионом мира по версии WBC.
- 30 октября  Артур Уильямс победил TKO9  Имаму Мэйфилда и стал новым чемпионом мира по версии IBF.
- Фабрис Тьоззо дважды защитил титул чемпиона мира по версии WBA.
- Карл Томпсон дважды встретился с  Крисом Юбенком в боях за титул чемпиона мира по версии WBO, оба раза выиграл Томпсон.

### Полутяжёлый вес
- Дариуш Михалчевски трижды защитил титул чемпиона мира по версии WBO.
- 18 июля  Рой Джонс защитил титулы WBA и WBC в бою с  Лу Де Валлем.
- Реджи Джонсон победил KO5  Уильяма Гатри, и выиграл титул чемпиона мира по версии IBF.

### Второй средний вес
- Свен Оттке победил SD  Чарльза Бевера и стал новым чемпионом мира по версии IBF.